# Sojus TMA-10
Sojus TMA-10 ist die Missionsbezeichnung für den Flug eines russischen Sojus-Raumschiffs zur Internationalen Raumstation (ISS). Im Rahmen des ISS-Programmes trägt der Flug die Bezeichnung ISS AF-14S. Es war der 14. Besuch eines Sojus-Raumschiffs bei der ISS und der 120. Flug im Sojusprogramm.

## Besatzung

### Startbesatzung
- Oleg Walerjewitsch Kotow (1. Raumflug), Kommandant (Roskosmos/Russland)
- Fjodor Nikolajewitsch Jurtschichin (2. Raumflug), Bordingenieur (Roskosmos/Russland)
- Charles Simonyi (1. Raumflug), Weltraumtourist (USA)

Da Jurtschichin seinen ersten Raumflug mit dem Space Shuttle durchgeführt hat, ist Sojus TMA-10 der erste Flug seit Sojus 7 im Jahre 1969, bei dem alle drei Raumfahrer zum ersten Mal mit einem Sojus-Raumschiff starten.

### Ersatzmannschaft
- Roman Jurjewitsch Romanenko, Kommandant (Roskosmos/Russland)
- Michail Borissowitsch Kornijenko, Bordingenieur (Roskosmos/Russland)

### Rückkehrbesatzung
- Oleg Walerjewitsch Kotow (1. Raumflug), Kommandant (Roskosmos/Russland)
- Fjodor Nikolajewitsch Jurtschichin (2. Raumflug), Bordingenieur (Roskosmos/Russland)
- Sheikh Muszaphar Shukor  ( Malaysia) (1. Raumflug),  Wissenschaftsraumfahrer, erster malayischer  „Angkasawan“[1]

## Missionsüberblick
Diese Mission brachte die 15. Langzeitbesatzung zur Internationalen Raumstation und ersetzte das Raumschiff Sojus TMA-9 als Rettungsfahrzeug. Ursprünglich war die Weltraumtouristin Anousheh Ansari für diesen Flug vorgesehen. Nachdem sie jedoch auf Sojus TMA-9 vorgezogen worden war, belegte Charles Simonyi den dritten Platz neben Jurtschichin und Kotow.
Nachdem mit Sojus TMA-11 die Besatzung der ISS-Expedition 16 zusammen mit dem ersten malaysischen Raumfahrer Sheikh Muszaphar Shukor  zur ISS geflogen sind, kehrte die 15. Expedition mit dem Raumschiff zurück, mit dem sie zur Internationalen Raumstation gestartet waren. Beim Rückflug gab es während des Wiedereintritts zunächst ungeklärte Abweichungen, so dass der Bordcomputer die Kapsel auf eine ballistische Flugbahn führte und damit die Raumfahrer beim Eintritt in die Atmosphäre höheren Beschleunigungen (8,6 g) ausgesetzt waren. Dennoch waren alle drei Raumfahrer nach der Landung wohlauf. Nachdem es auch bei Sojus TMA-11 zu einer ballistischen Landung kam, hat sich als wahrscheinliche primäre Fehlerursache ein konstruktives Problem bei der Abtrennvorrichtung zwischen Lande- und Antriebsmodul herausgestellt.